# Obléhání Žatce (1421)
Obléhání Žatce trvalo od začátku září do 2. října 1421. Husitská posádka uhájila severočeské město Žatec před vojsky druhé křížové výpravy proti husitům pod vedením porýnských kurfiřtů v čele s falckrabětem Ludvíka III. Falckého, který hájil zájmy Zikmunda Lucemburského o kontrolu nad Českým královstvím během husitských válek. Křižáckým jednotkám ve zhruba pětinásobné přesile se během měsíčního obléhání nepodařilo ani po šesti útocích město dobýt. Kvůli špatnému zásobování a po zprávách o příchodu husitských posil se pak vojsko začátkem října dalo na zmatený ústup. To představovalo konec západního tažení druhé protihusitské křížové výpravy.

## Pozadí

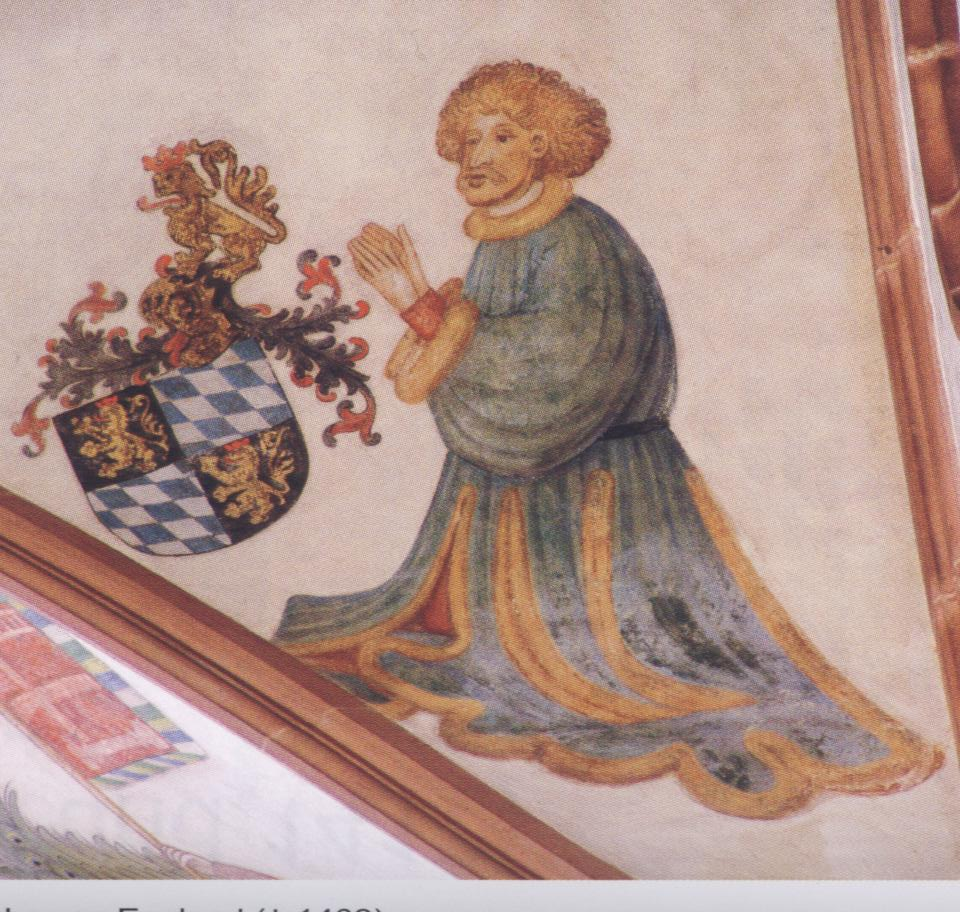
Rýnský falckrabě Ludvík III. Falcký, jeden z vůdců západní části výpravy

Ostudná porážka první protihusitské křížové výpravy vedla v říši k ostré kritice krále Zikmunda Lucemburského. Nejhlasitěji projevovali nespokojenost především porýnští kurfiřti, kteří tvořili královu říšskou opozici. Právě z iniciativy mohučského arcibiskupa Konráda, rýnského falckraběte Ludvíka, kolínského arcibiskupa Dětřicha z Mörsu a trevírského arcibiskupa Oty ze Ziegenhainu byla koncem května 1421 ve Weselu svolána na 23. srpna druhá křížová výprava do Čech. Nový papežský nuncius, římský kardinál Branda Castiglione akci kurfiřtů podpořil a sám dal vyhlásit tažení do kacířských Čech 5. června téhož roku.
Katolická vojska měla do Čech vpadnout z několika směrů a společně oblehnout a dobýt Prahu. Hlavní síly z Říše, vedené falckrabětem Ludvíkem a arcibiskupy z Trevíru a Kolína nad Rýnem, měly do Čech postupovat ze západu od Chebu. Zikmund Lucemburský měl mezitím se svou uherskou armádou zaútočit z východu přes Moravu spolu s oddíly svého zetě rakouského vévody Albrechta Habsburského. Tažení měly podpořit také oddíly míšeňských markrabat, slezských knížat a lužických měst, které dostaly za úkol souběžně s hlavními sbory postoupit do Čech ze severu a ze severovýchodu přes Kladsko.
Západní část křižáckých vojsk shromážděných u Chebu vtrhla v čele s kurfiřty Ludvíkem, Dětřichem a Otou do Čech 28. srpna. První proud, vedený falckrabětem Ludvíkem, poté postupoval přes Kynžvart a Žlutice k Mašťovu, kterého se říšské vojsko zmocnilo po dvoudenním obléhání. Druhá část křižáků vedená arcibiskupy z Kolína a Trevíru táhla do vnitrozemí podél Ohře. Obě vojska se spojila před Kadaní, bráněnou pražským hejtmanem Ojířem z Očedělic. Po obsazení města křižáky, jejichž řady posílily také oddíly míšeňských markrabat, saského vévody Albrechta III. a braniborského markraběte Fridricha, postupovali k Chomutovu, odkud před útočníky většina obránců bez boje prchla. Ojíř z Očedělic při obraně města padl.

## Průběh obléhání
Kvůli bezohlednému drancování se mnoho husitských obyvatel z oblasti uchýlilo za hradby města Žatec, který byl husity kontrolován od jara. Pro ně měl Žatec svůj symbolický význam, byl vnímán jako vyvolené město, tzv. město Slunce, a jeho obránci tak byli silně motivováni k jeho uhájení, stejně jako útočníci k jeho dobytí. Město se také v nastalé válečné situaci stalo největší pevností stojící křížové výpravě a dosažení Prahy. Město se obráncům podařilo dobře předzásobit a dodatečně opevnit. To bylo katolíky obleženo někdy kolem 10. září. Dne 13. září pak přitáhlo také míšeňské vojsko, zatlačené husitskými jednotkami od Bíliny. Zhruba 6 000 obránců města pak stálo před zhruba třicetitisícovým křižáckým vojskem, které zaujalo obléhací pozice okolo hradeb.
Během útoku v pátek 19. září byli obléhatelé žateckými se značnými ztrátami šestkrát odraženi při pokusu o překonání městských hradeb. Asi šedesát útočníků bylo zajato. Dobře předzásobené město navíc během obléhání netrpělo většími problémy kvůli nedostatku potravin. Těžkosti se zásobováním však brzy zavládly v křižáckém táboře a mnozí velitelé doporučovali upustit od neúčinného obléhání a raději pokračovat v drancování vnitrozemí. Ludvík III. však přesto nadále trval na obsazení Žatce. Pražané zaměstnaní obranou svých opěrných bodů[které?] hned na několika místech[které?] nevyrazili obleženému Žatci na pomoc a část jejich vojska pouze vyčkávala u Slaného na příchod panských spojenců a táborů vedených Janem Žižkou. Přesto se v ležení obléhatelů před Žatcem rozšířily zprávy o blížícím se husitském vojsku. Křižácký tábor zachvátila panika znásobená požárem, který vzplál v části ležení. Jeho původ mohl být způsoben jak výpadem obránců, tak nehodou. Dílo zkázy a velké křižácké ztráty pak způsobil výpad žateckých obránců. 

Dne 2. října začali křižáci ustupovat zpět směrem k české západní hranici. Žatecká posádka byla schopna učinit několik úspěšných pronásledovacích akcí, které způsobily křižáckému vojsku další těžké ztráty.
| „                  | Ale dříve než král Zikmund pospíšil k jejich vojsku z Uher, kde tehdy byl, stoupal křik a kvílení žen, panen a vdov k uším Pána Ježíše a hněv Boží a spravedlivá pomsta stihla všechno nepřátelské vojsko. Neboť podivným způsobem obrátil všemohoucí Bůh na útěk tak nelidský lid, aniž ho kdo napadl. Neboť dne druhého října se řízením Boží prozřetelnosti vojsku na mnohých místech vzňaly stany; ukázalo se totiž cosi jako modrý sloup nad stany, přenášející se z jednoho stanu na druhý, a kde ten sloup stál, tam oheň pohlcoval stany. A všichni, nechavše své věci, útěkem stěží mohli zachrániti život. A když ten skutek viděli Žatečtí, stíhali je v několika tisících, mnoho set jich pobili, a zajavše mnohé živé, dovedli je do vězení, provolávajíce slávu Bohu s nesmírným díkůčiněním, že rozprášil jejich nepřátele a pronásledovatele své pravdy. | “ |
| — Husitská kronika | |   |

Podle záznamů kronikáře Thomase Ebendorfera z Haselbachu padlo při dobývání města a následném ústupu na dva tisíce křižáků.

## Důsledky
Uhájení Žatce představovalo další z důležitých a slavných vítězství, které dopomohlo ke kontinuálnímu sílení husitských idejí v Čechách.
Krále Zikmunda Lucemburského v létě zdržely přípravy sňatku jeho dcery Alžběty s vévodou Albrechtem a obnovený nápor ze strany Turků. Král, který jen pomalu sbíral své uherské síly, proto nestihl vtrhnout do českých zemí zároveň s říšským vojskem. Vyrazil teprve počátkem října, kdy v čele své uherské armády a rakouských oddílů zetě Albrechta Habsburského postoupil na Moravu. Dne 18. října se pak v dobytém Brumově dozvěděl o neslavném konci tažení říšských velmožů a o jejich útěku od Žatce. Proti jeho silám, zimující u Kutné Hory, zaútočili počátkem roku 1422 oddíly pražského a táborského svazu pod vedením Jana Žižky a obrátili je na útěk, další porážku jim uštědřili u Haber a u Německého Brodu. To donutilo Zikmunda ustoupit na Moravu a opět se na čas válečných akcí vzdát.